# کلیسای گئورگ مقدس اجمیاتسنتسوتس (تفلیس)
کلیسای گئورگ مقدس اجمیاتسنتسوتس (تفلیس) (ارمنی: Էջմիածնեցոց Սուրբ Գևորգ եկեղեցի؛ انگلیسی: Ejmiatsnetsots (Ejmiatsin) Church Tbilisi) یک کلیسا متعلق به کلیسای حواری ارمنی واقع در شهر تفلیس،  گرجستان می‌باشد. ساخت و ساز این ساختمان در سده‌های ۱۸ام میلادی میلادی؛ به پایان رسید. این بنا به سبک معماری ارمنی طراحی شده است.

## نگارخانه

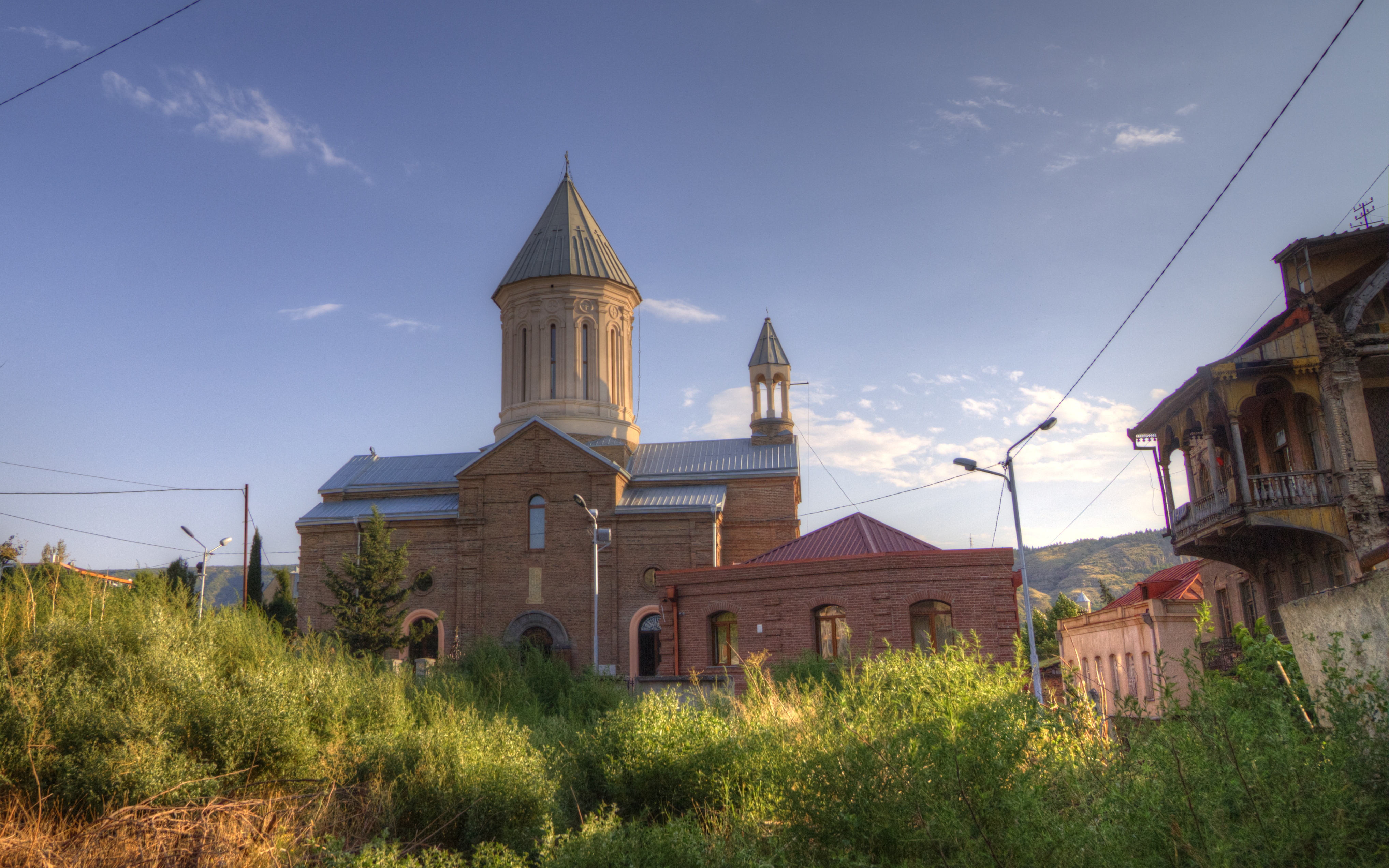
Side view of the church
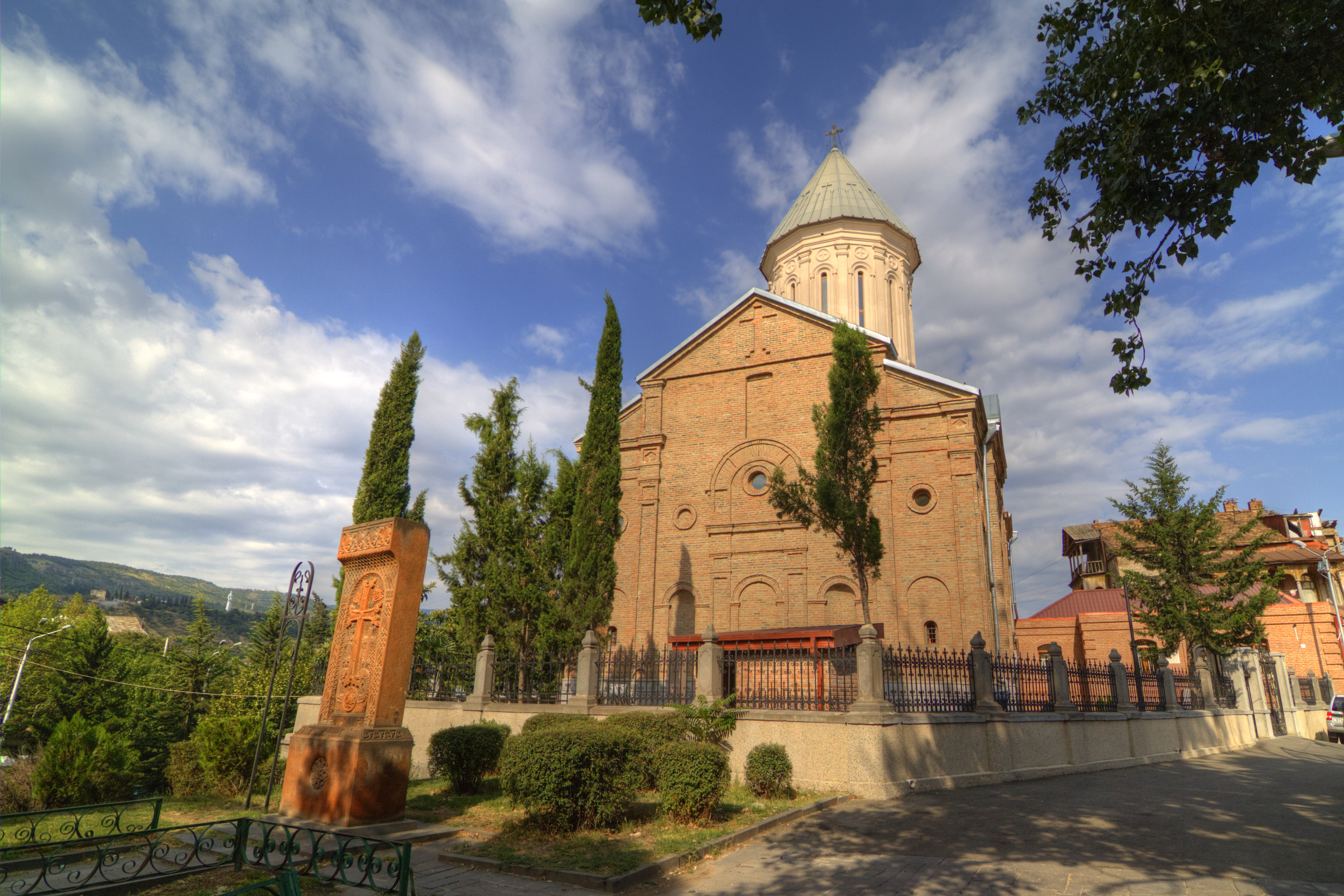
Walkway to the church grounds from Avlabari Square
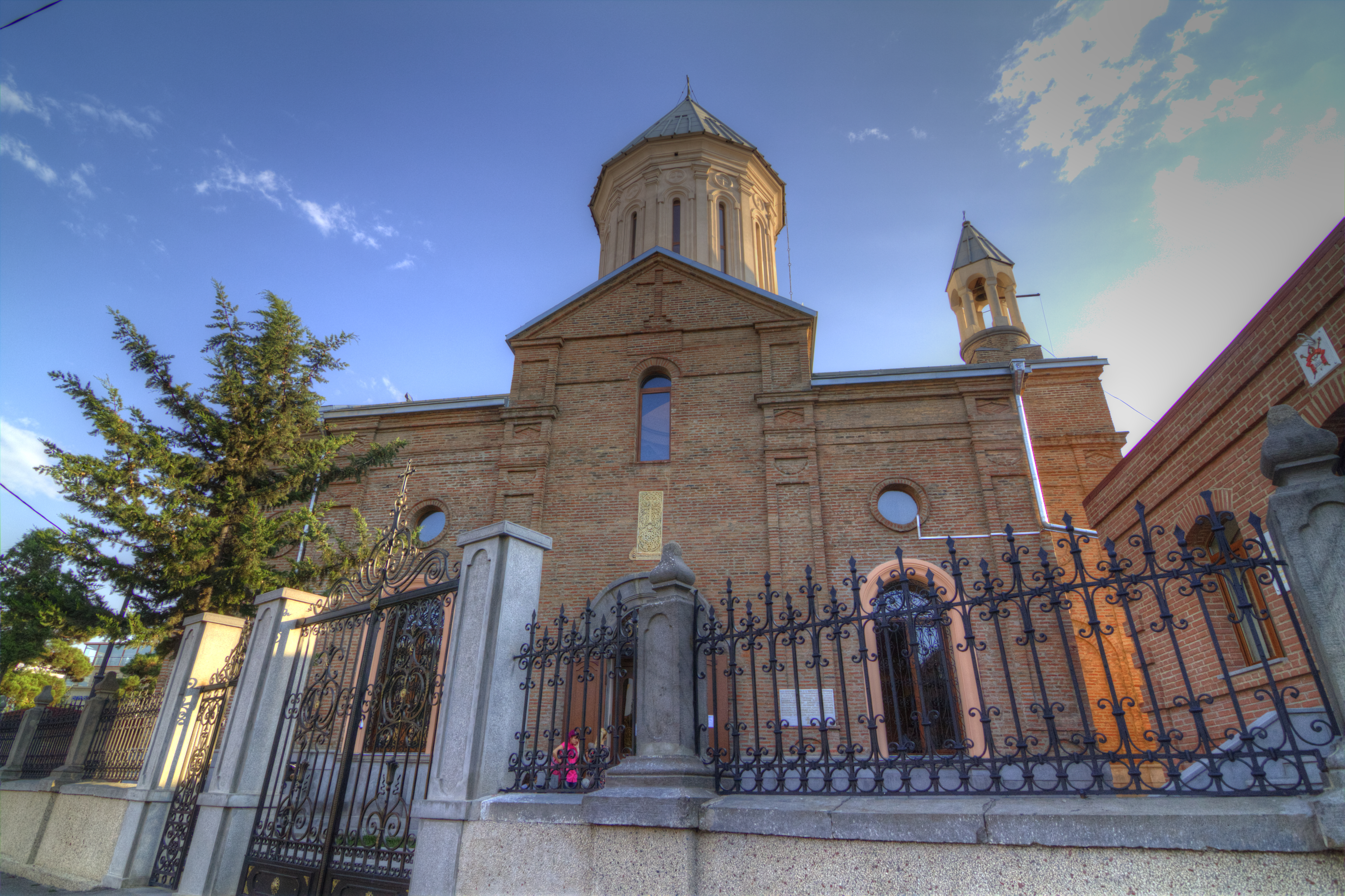
Entrance to the church
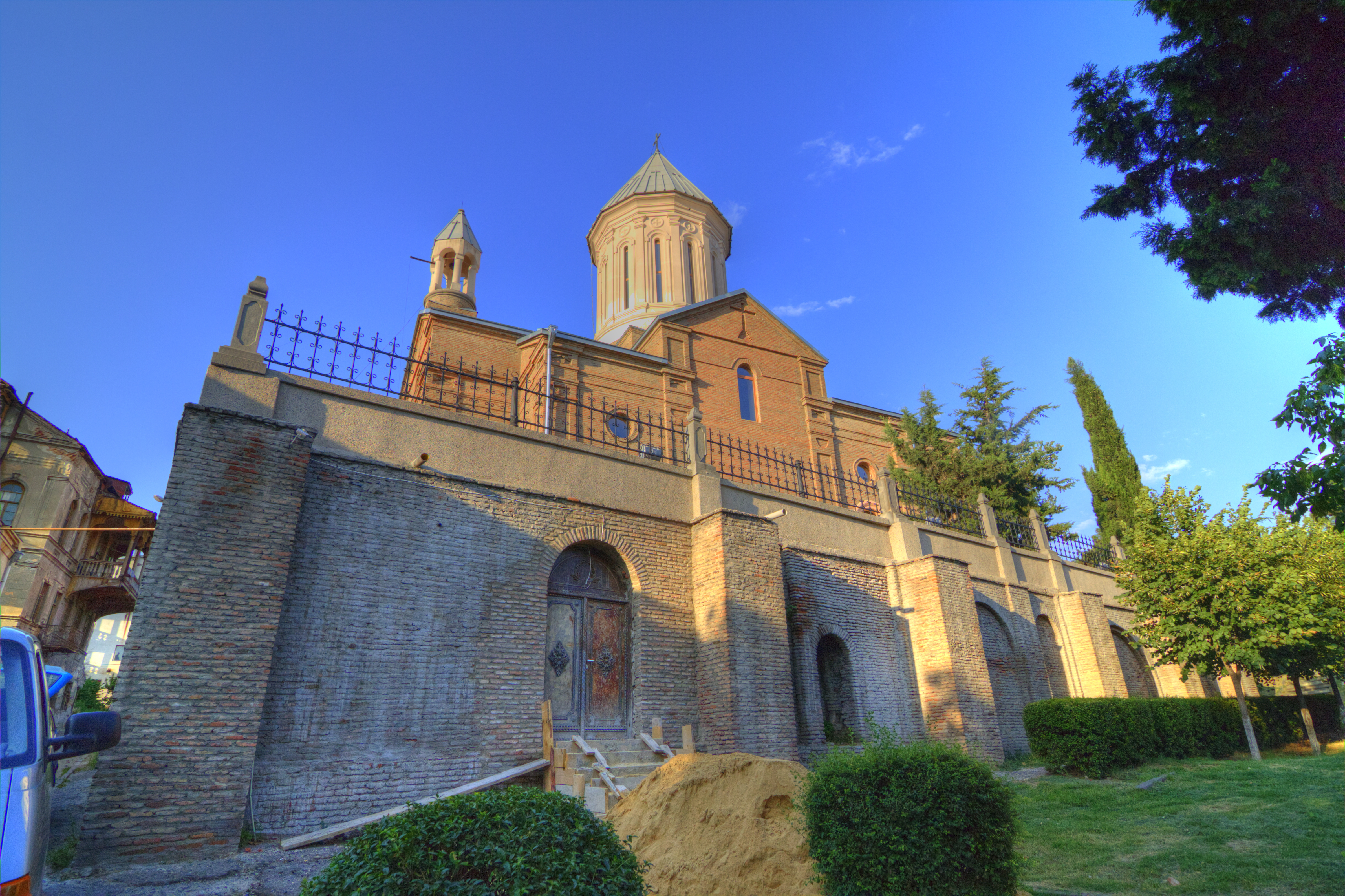
Foundation and walls of the church
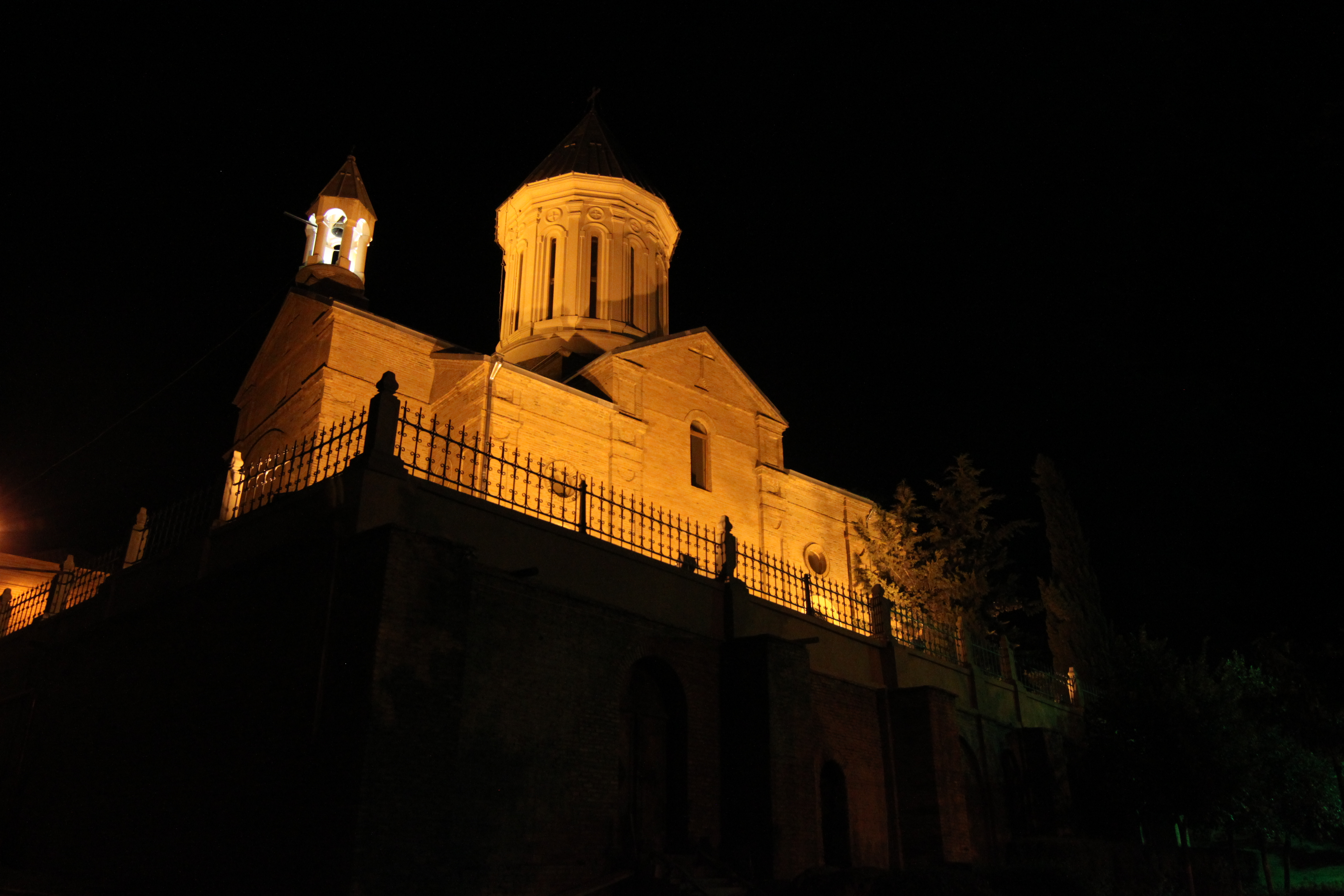
The church lit up at night
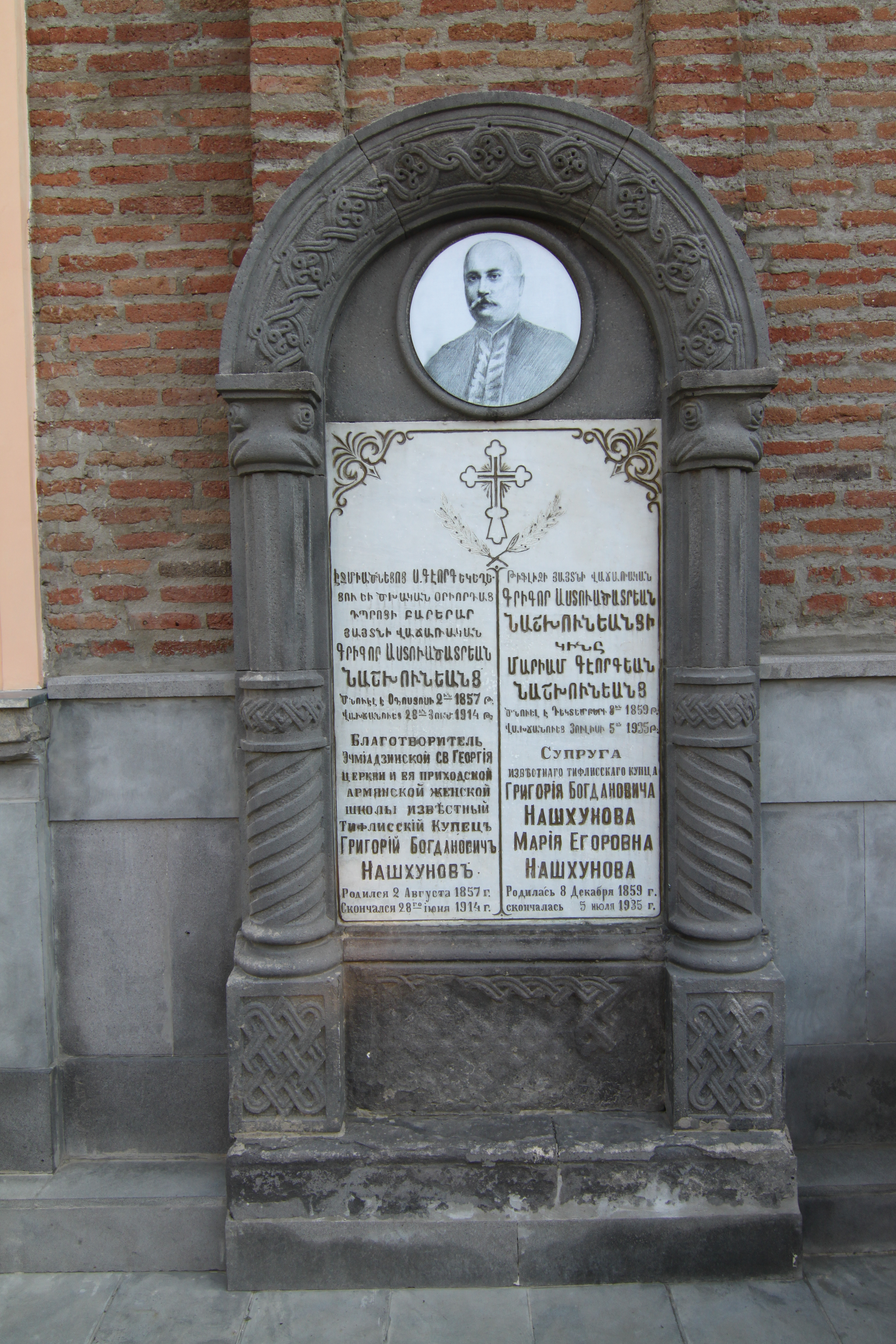
Memorial to the church benefactor near the entrance
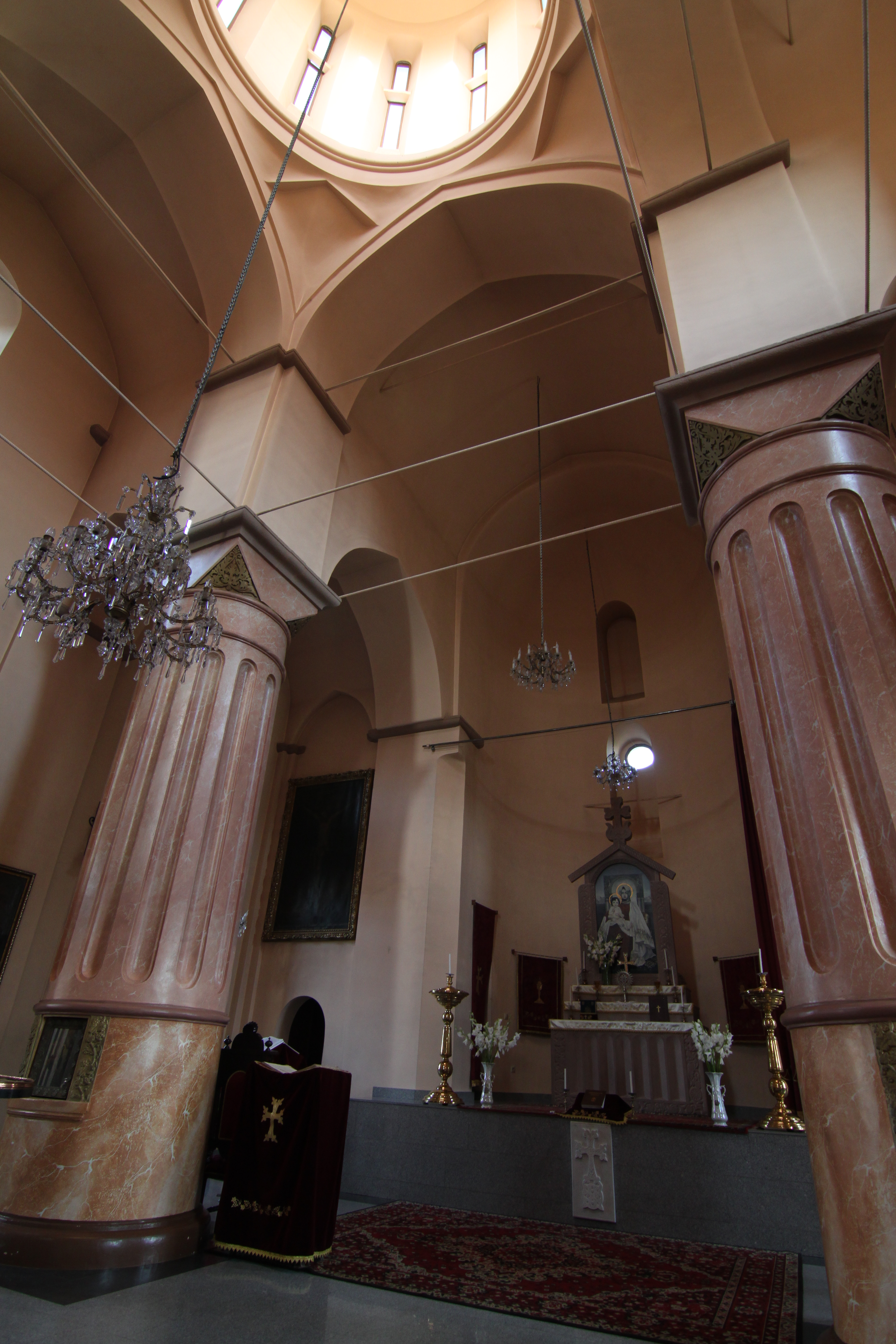
محراب
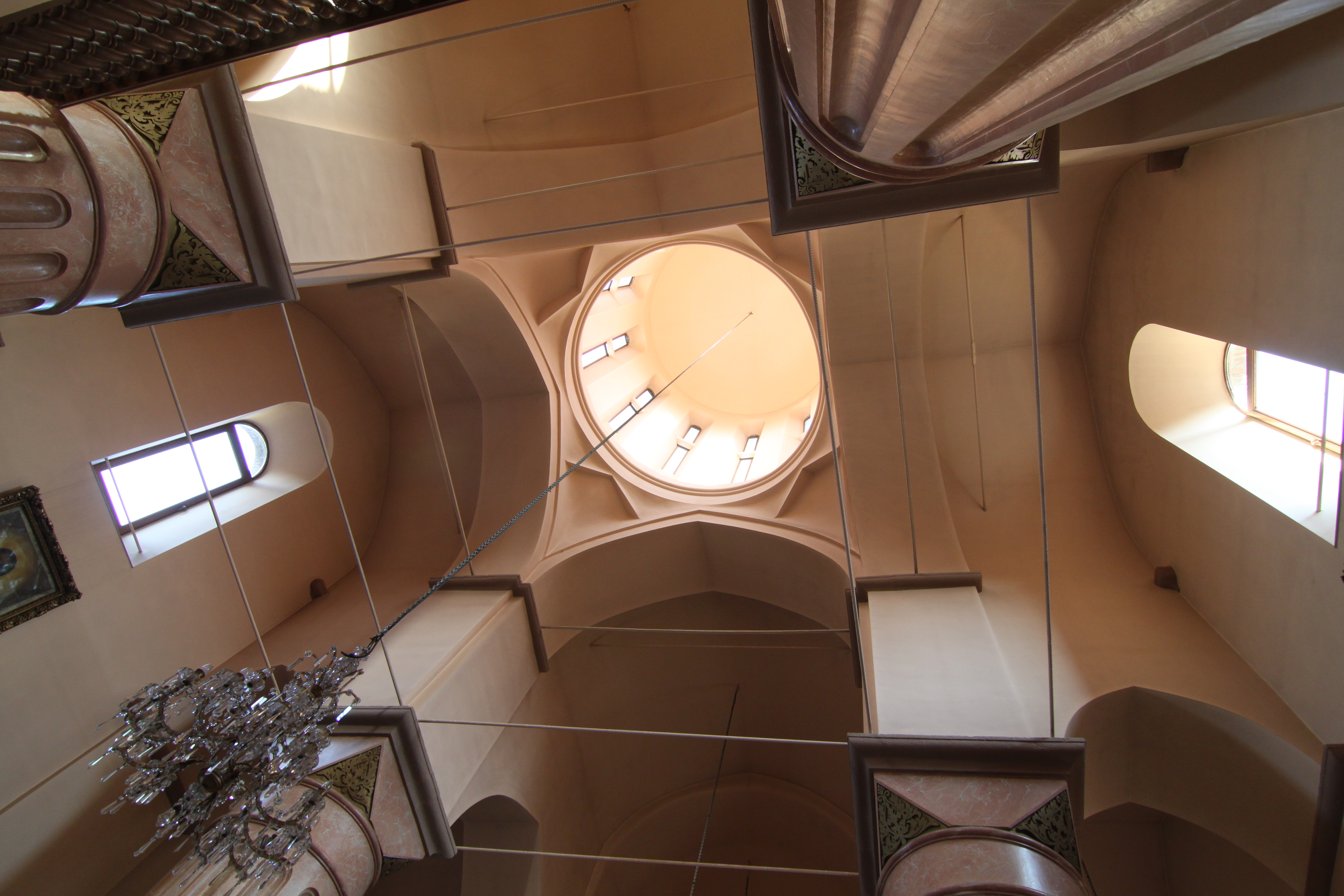
گنبد و ستون‌ها
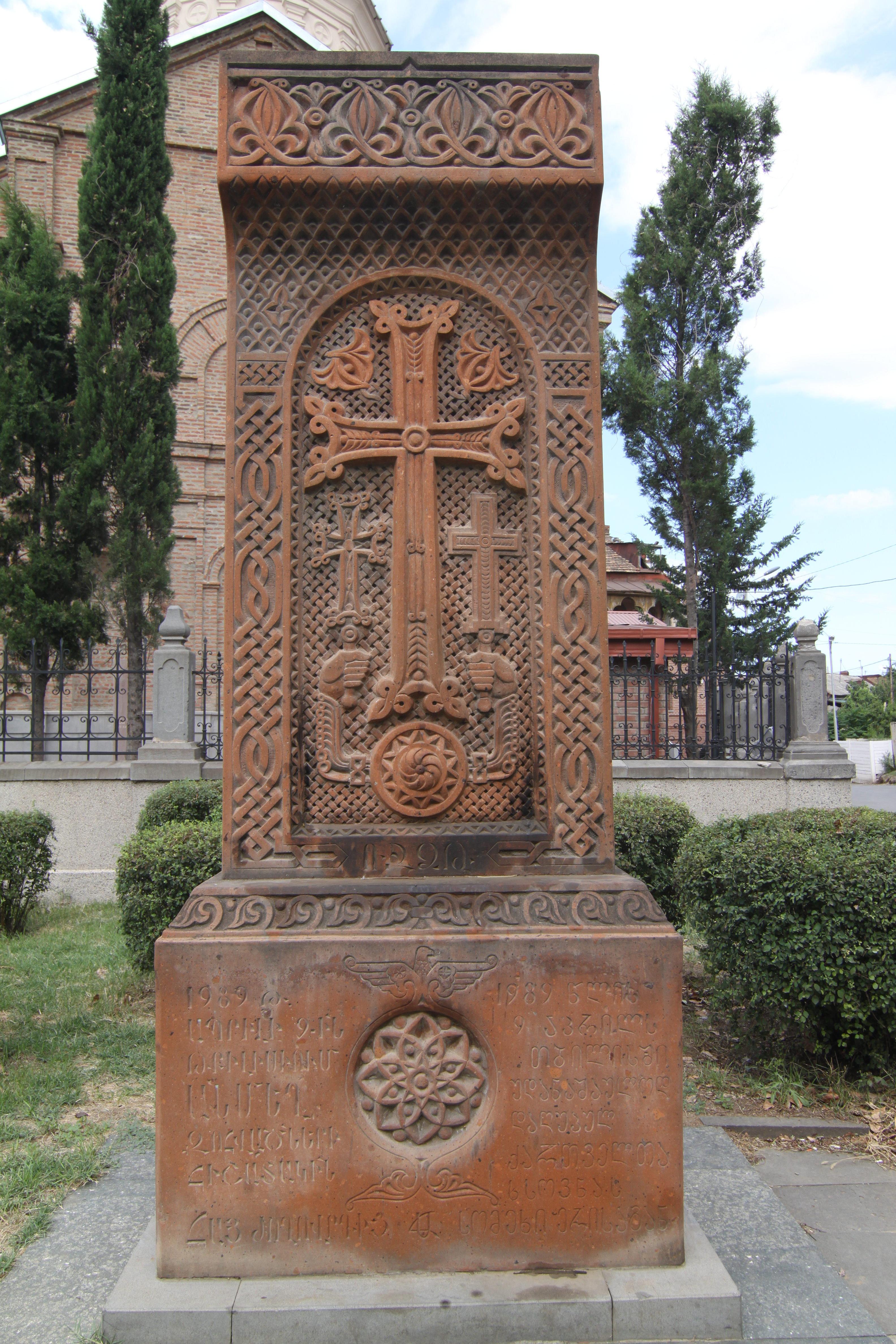
چلیپاسنگ memorial to innocent victims of Tbilisi's April 9, 1989 crackdown.
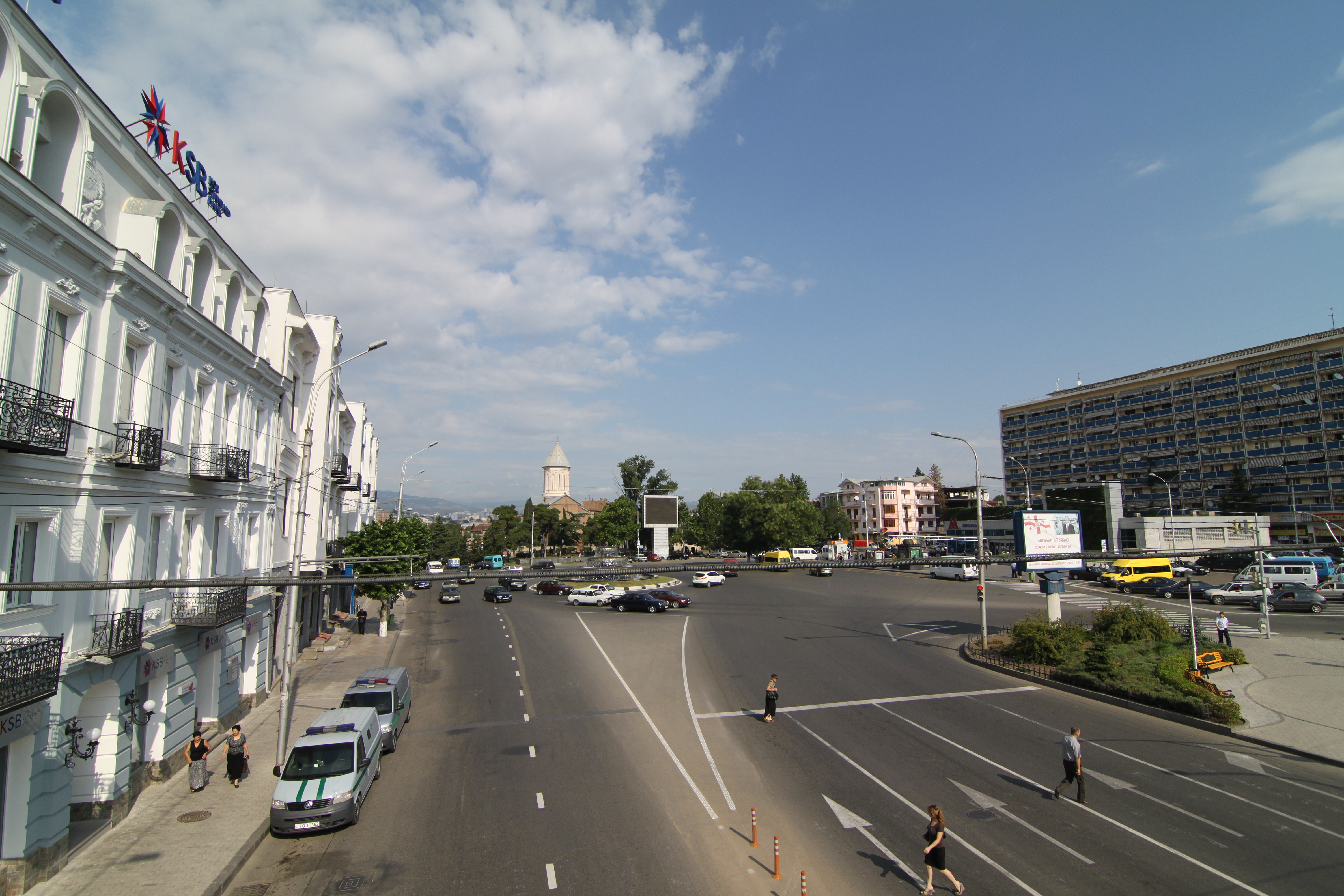
Location of the church near Avlabari Square
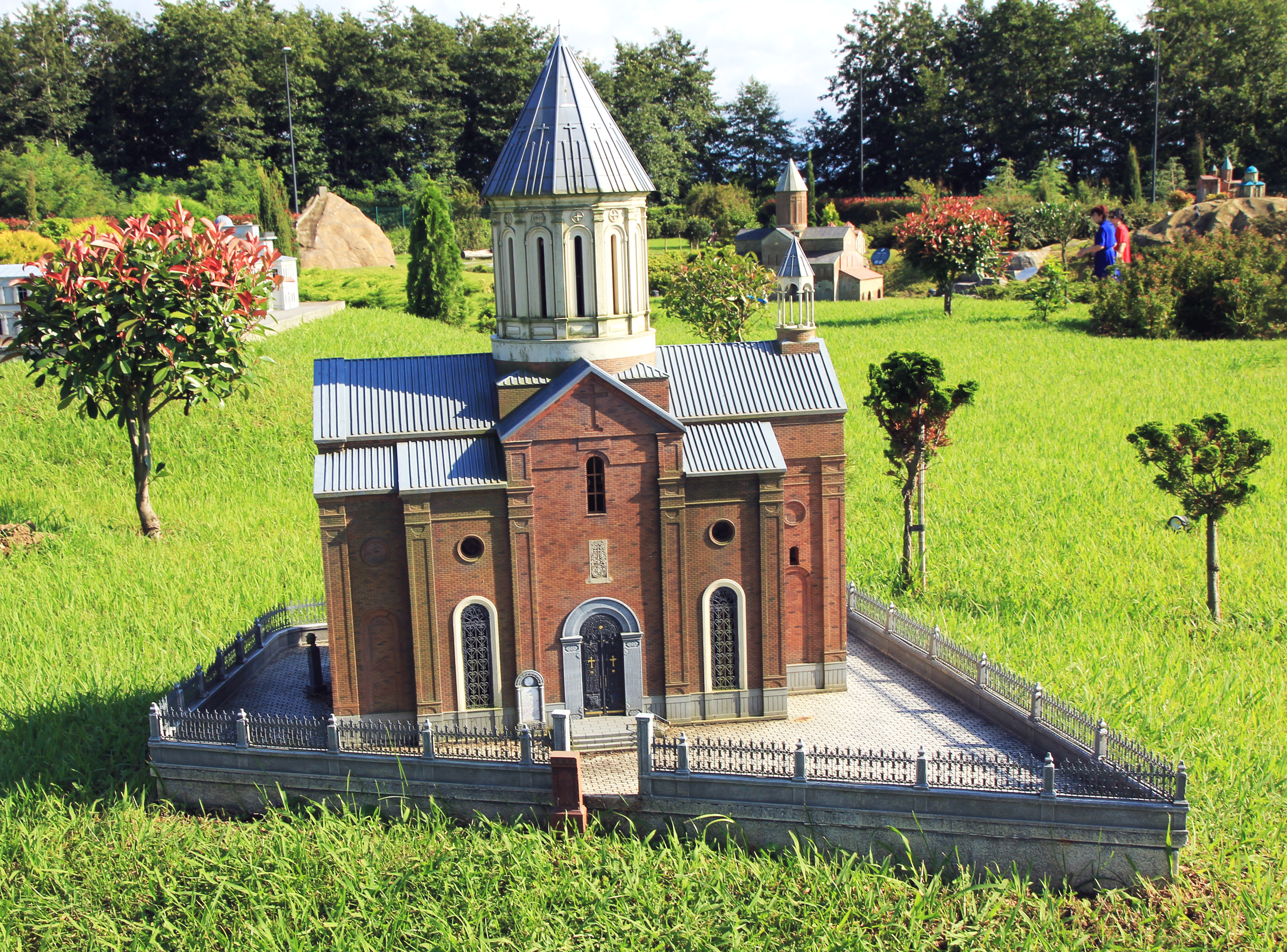
in Shekvetili miniature park

Before renovation
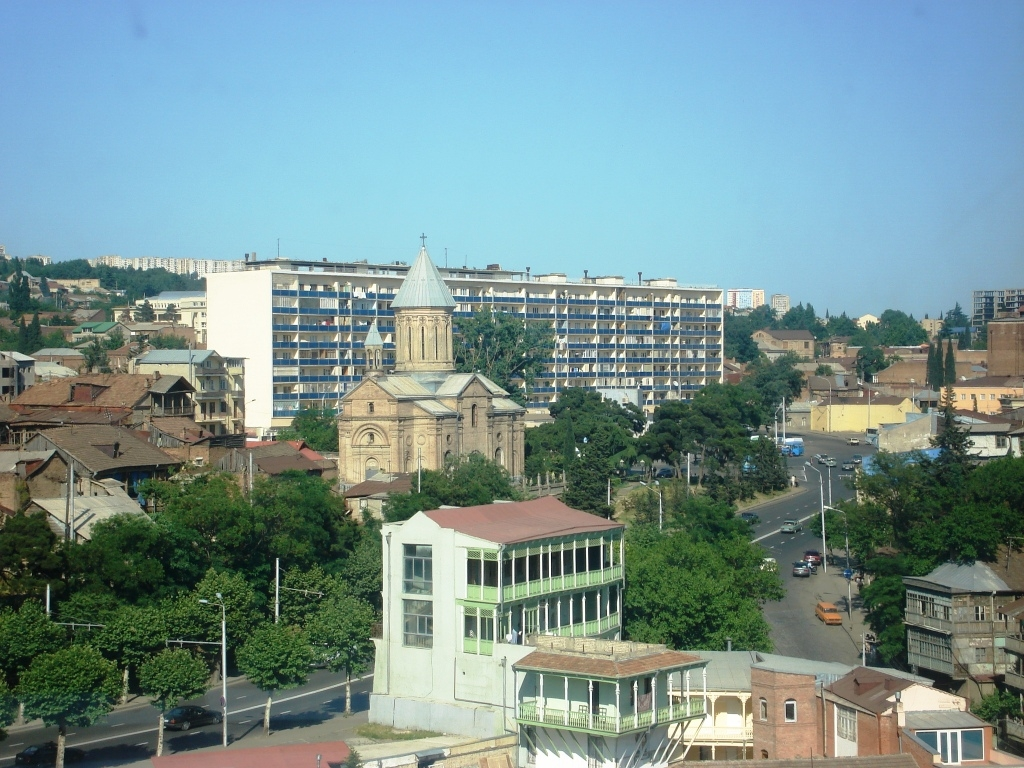
The Ejmiatsin Church adjacent to Avlabari Square
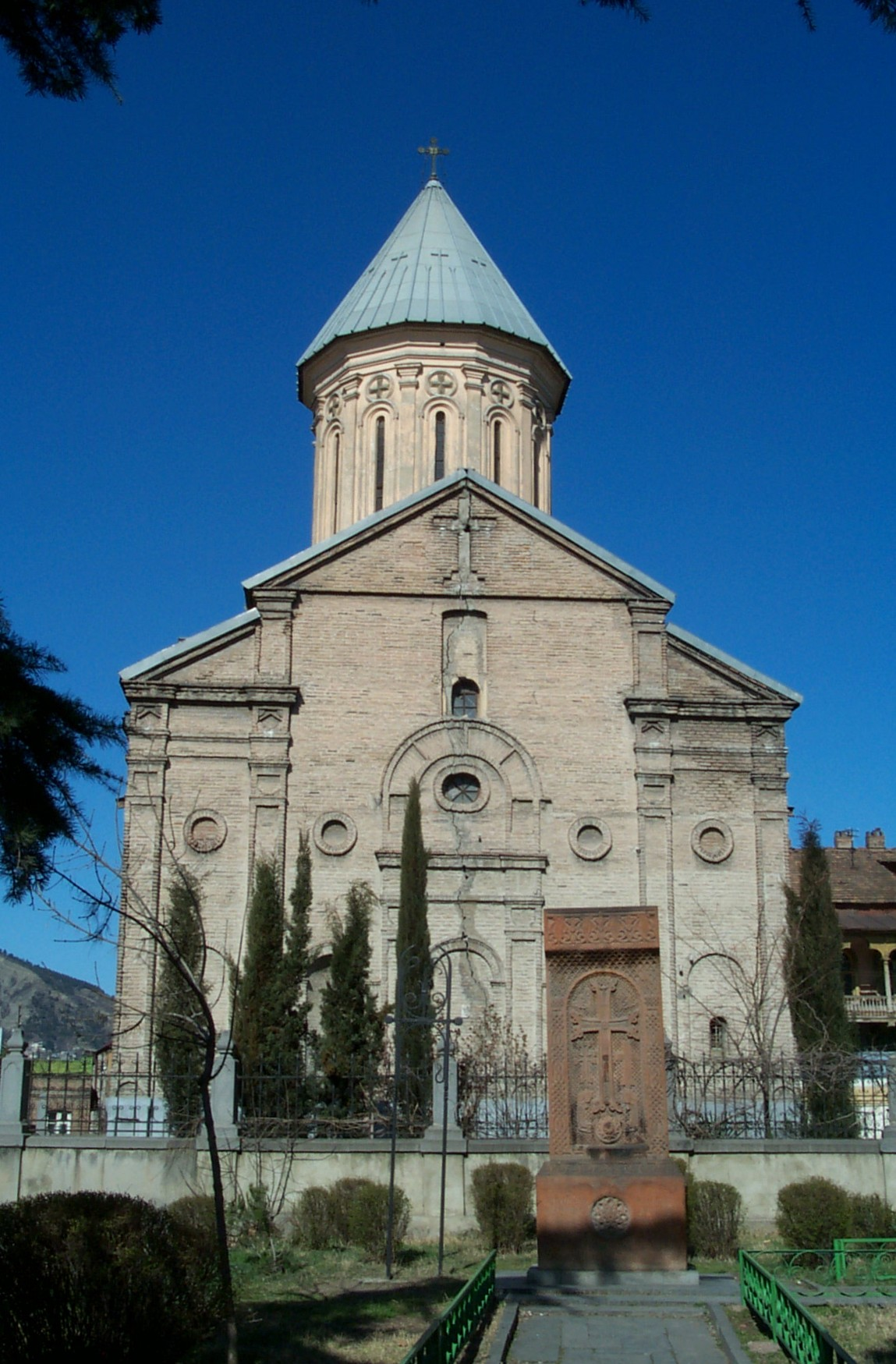
Closeup of church (before renovation)
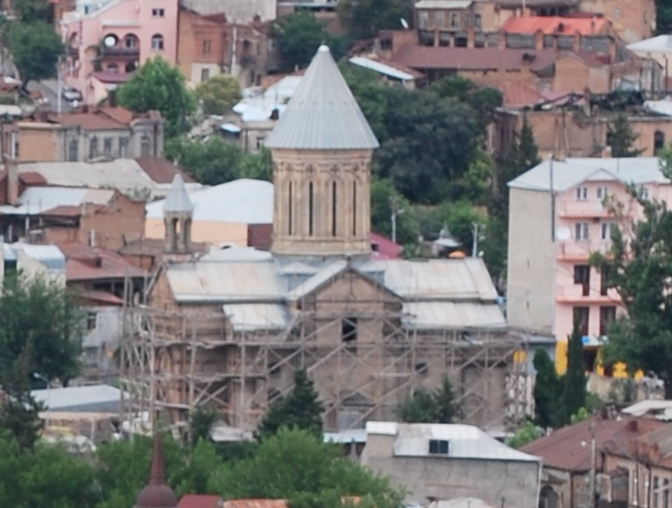
View of Ejmiatsin Church in its current state from ناریقالا
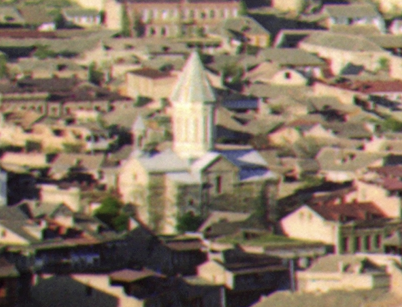
Historical picture from the early 1900s